# Экологический паспорт
Экологический паспорт - документ, содержащий информацию об уровне использования природопользователем ресурсов (природных, вторичных и др.) и степени воздействия его производств на окружающую природную среду, а также сведения о разрешениях на право природопользования, нормативах воздействий и размерах платежей за загрязнение окружающей природной среды и использование природных ресурсов.
Экологический паспорт содержит следующие структурные элементы:
- титульный лист,
- сведения о разработчике экологического паспорта,
- содержание,
- общие сведения о природопользователе,
- эколого-экономические показатели,
- сведения о выпускаемой продукции,
- краткую характеристику производств,
- сведения о потреблении энергоносителей,
- эколого-производственные показатели,
- сведения о землепользовании,
- сведения о разрешениях (лицензиях) на природопользование и природоохранную деятельность,
- план природоохранных мероприятий,
- список использованных источников информации.